# 野幌寿町
野幌寿町（のっぽろことぶきちょう）とは、北海道江別市の町丁。郵便番号は069-0802。人口は1,462人、世帯数は689世帯（2023年12月1日現在）。丁目の設定のない単独町名である。住居表示は全域で未実施。

## 地理
野幌寿町は函館本線の北西側に位置する地域で、町内に4番通が横断している。

## 歴史

### 年表
- 1987年（昭和62年）
  - 9月7日 - 「元野幌」の一部が「野幌寿町」に町名地番変更[5]。
- 1990年（平成2年）
  - 2月16日 - 「元野幌」の一部が「野幌寿町」に町名地番変更[5]。

### 町名の変遷
町名の変遷は以下の通りである。
| 実施後   | 実施年月日    | 実施前（各町名ともその一部） |
| -------- | ------------- | ---------------------------- |
| 野幌寿町 | 1987年9月7日  | 元野幌                       |
| 野幌寿町 | 1990年2月16日 | 元野幌                       |

## 世帯数と人口
2023年（令和5年）12月1日現在の世帯数と人口は以下の通りである。
| 町丁     | 世帯    | 人口    |
| -------- | ------- | ------- |
| 野幌寿町 | 689世帯 | 1,462人 |
| 計       | 689世帯 | 1,462人 |

### 人口の変遷
国勢調査による人口の推移。
| 1995年（平成7年）  | 1,427人 | [ 6 ]  |  |
| 2000年（平成12年） | 1,465人 | [ 7 ]  |  |
| 2005年（平成17年） | 1,479人 | [ 8 ]  |  |
| 2010年（平成22年） | 1,488人 | [ 9 ]  |  |
| 2015年（平成27年） | 1,460人 | [ 10 ] |  |
| 2020年（令和2年）  | 1,408人 | [ 11 ] |  |

### 世帯数の変遷
国勢調査による世帯数の推移。
| 1995年（平成7年）  | 449世帯 | [ 6 ]  |  |
| 2000年（平成12年） | 498世帯 | [ 7 ]  |  |
| 2005年（平成17年） | 548世帯 | [ 8 ]  |  |
| 2010年（平成22年） | 551世帯 | [ 9 ]  |  |
| 2015年（平成27年） | 575世帯 | [ 10 ] |  |
| 2020年（令和2年）  | 581世帯 | [ 11 ] |  |

## 小・中学校の通学区
小・中学校の通学区は以下の通り。
| 町丁     | 字・番地                    | 小学校         | 中学校         |
| -------- | --------------------------- | -------------- | -------------- |
| 野幌寿町 | 5番地-20番地、32番地-48番地 | 江別第二小学校 | 江別第二中学校 |
| 野幌寿町 | 1番地-4番地、21番地-31番地  | 中央小学校     | 中央中学校     |

## 施設

### 公園
- 湯川公園（野幌寿町19-1他）[13]
  - 野幌屯田兵屋（野幌寿町19）[14]
- しくらめん公園（野幌寿町34-13）[13]
- たんぽぽ公園（野幌寿町27-13）[13]

### 企業・店舗
- ローソン 江別野幌寿町（野幌寿町14-10）[15]

### 医療・福祉
- 江別こころのクリニック（野幌寿町44-14）[16]
- 介護付有料老人ホーム もみの木（野幌寿町30-4）[17]
- 元野幌めぐみ幼稚園（野幌寿町45-1）[18]

## 交通

### 鉄道
- 鉄道駅は町内には存在しない[19]。最寄り駅は函館本線の野幌駅[19]。
  -  北海道旅客鉄道
    - ■函館本線

### バス
- 町内に北海道中央バスの路線がある[20]。

### 道路
- 一般国道
- - 町内に一般国道は存在しない[21]。

- 一般道道
  - 北海道道46号江別恵庭線[21]

- 都市計画道路
  - 3・3・303 3番通[21][22]
  - 3・3・309 道道江別恵庭線[21][22]
  - 3・4・312 4番通[21][22]